# Adams (ilha)

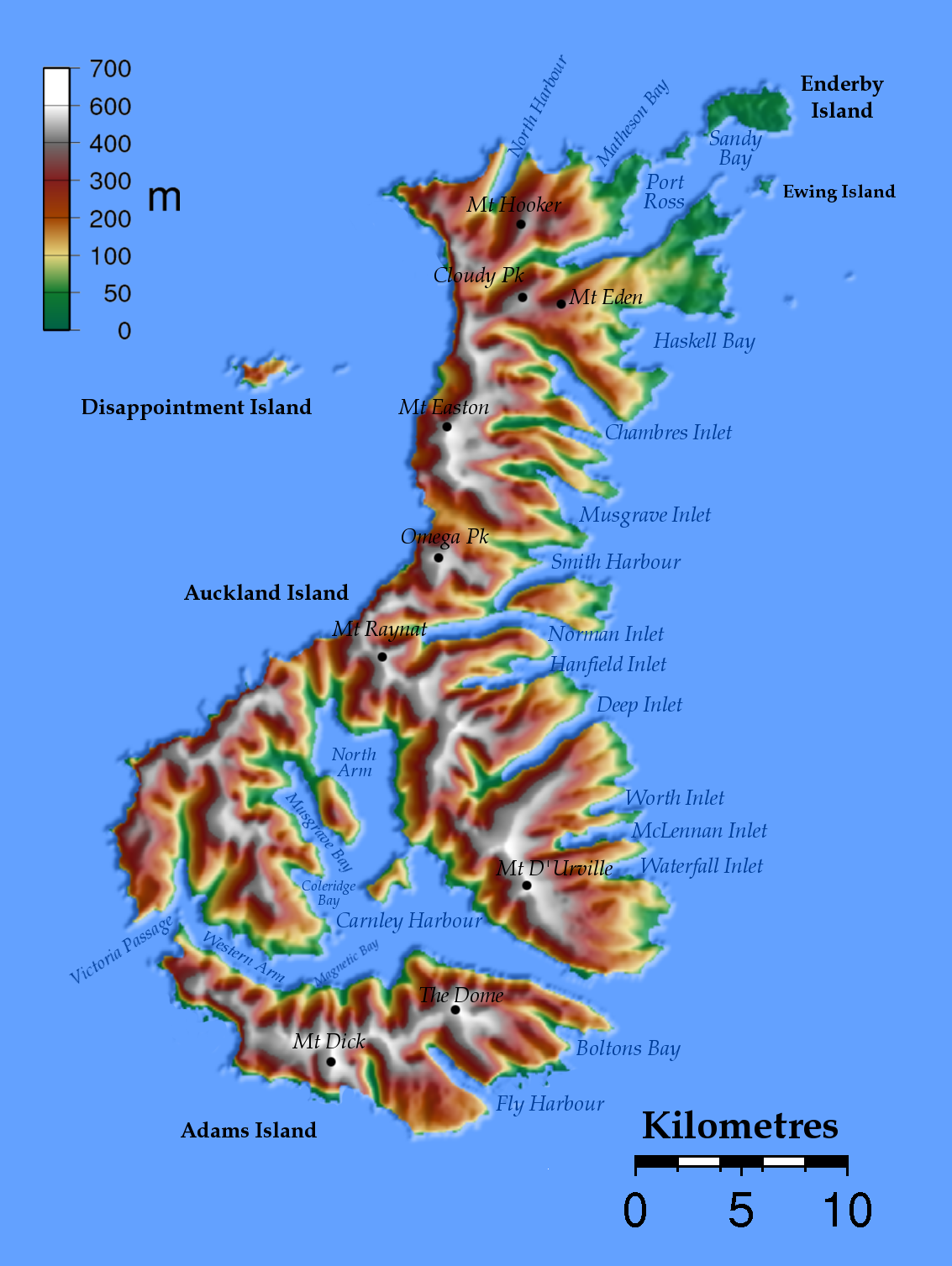
Mapa do arquipélago Auckland. A ilha Adams é a que se encontra mais ao sul

A ilha Adams é a segunda maior ilha do arquipélago das Ilhas Auckland, na Nova Zelândia. Está registrada como Patrimônio Mundial da UNESCO junto com outras ilhas nas proximidades da Antártica.

## Geografia
A ilha tem uma área de terra de cerca de 442,5 km² e em 42 quilômetros de comprimento. Foi formada há cerca de 10 milhões de anos a partir de uma enorme erupção vulcânica. Em sua estrutura geológica, a ilha possui vulcões inativos. A faixa de terra também apresenta duas formações de recuo principais, a Baía de Bolton e de Fly Harbour, ao sudeste.

## Demografia
Não há população residente na Ilha Adams, mas o local é um importante encontro de cientistas, sobretudo biólogos que estudam a fauna local.

## Biodiversidade
A ilha faz parte do grupo "Área Importante para a Preservação de Aves", identificado como tal pela BirdLife International, devido à importância da região como um local de reprodução para diversas espécies de aves marinhas. Nas proximidades da ilha, há também um enorme fluxo migratório de baleias, vindas do Oceano Antártico em direção ao Oceano Pacífico.